# Marie Madeleine (Vouet)
Marie Madeleine est un tableau réalisé par le peintre français Simon Vouet en 1614-1615. Peinture chrétienne eprésentant Marie Madeleine, il est exposé au palais du Quirinal, à Rome, en Italie.

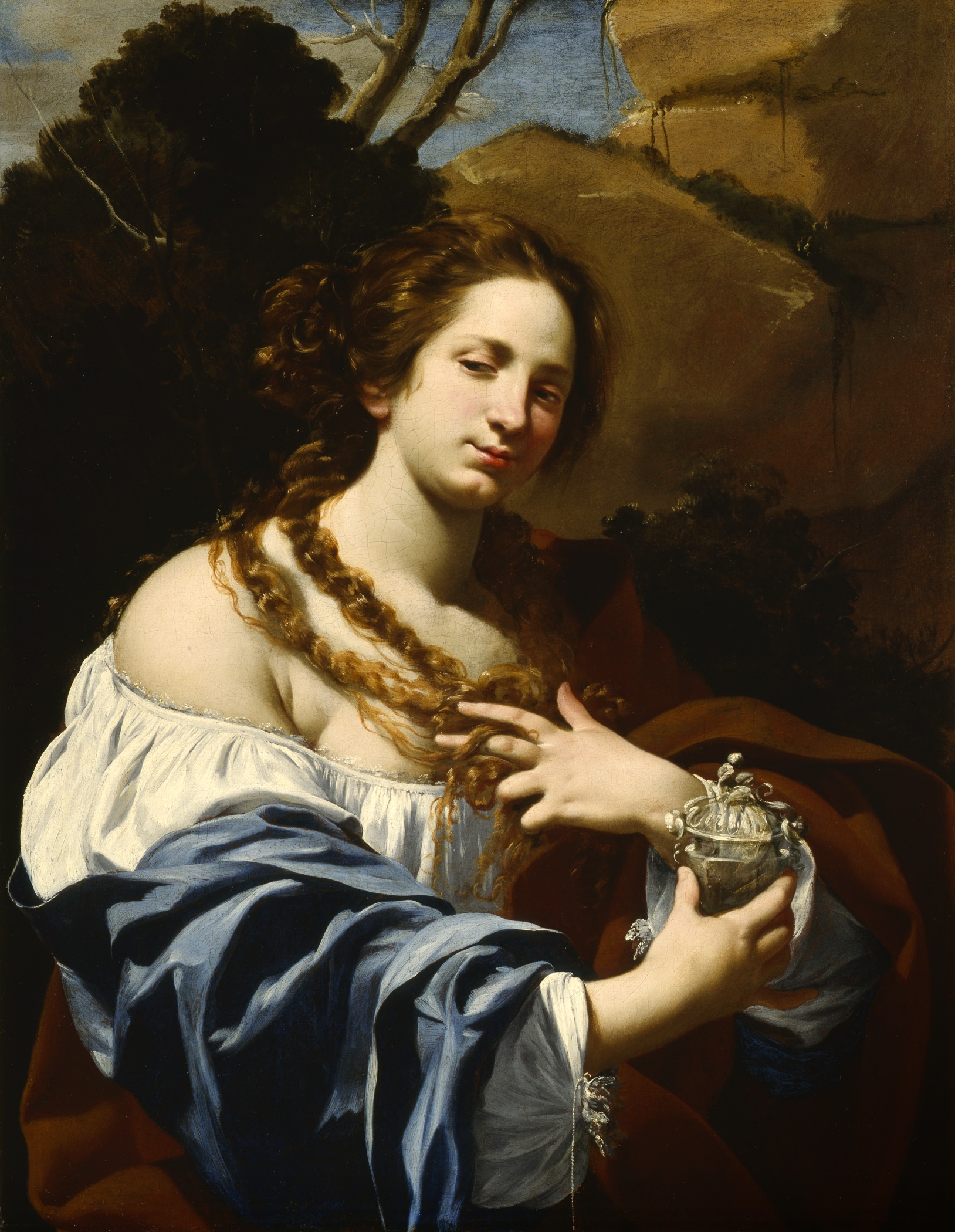
Virginia Vezzi, épouse de l'artiste, en Marie Madeleine, vers 1627 – Musée d'Art du comté de Los Angeles, Los Angeles.
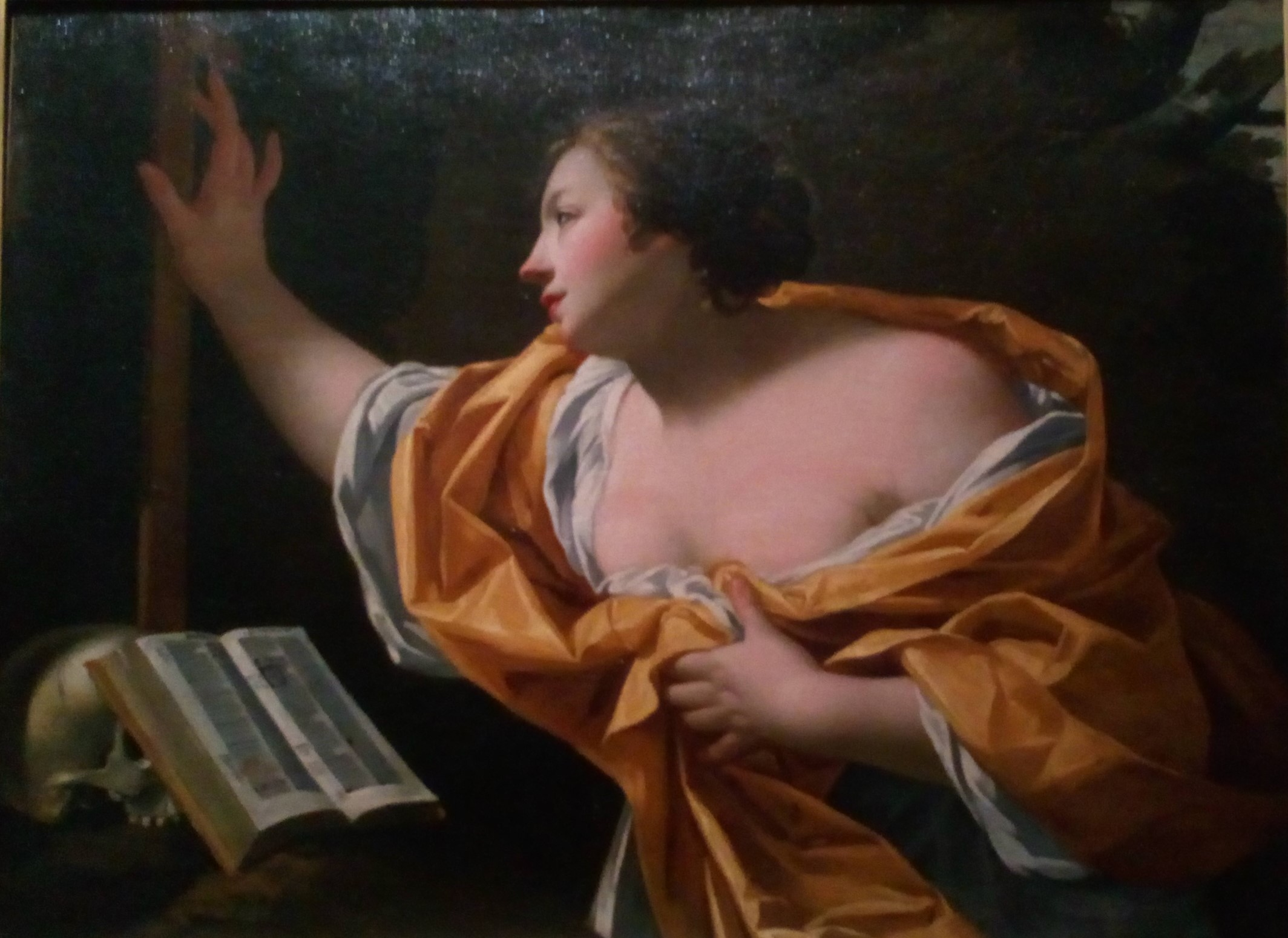
La Madeleine repentante, 1633-1634 – Musée de Picardie, Amiens.

## Sources
- (en) Cet article est partiellement ou en totalité issu de l’article de Wikipédia en anglais intitulé « Mary Magdalene (Vouet) » (voir la liste des auteurs).